# Estación de Didcot Parkway
La Estación de Didcot Parkway sirve a la ciudad de Didcot en Oxfordshire, Inglaterra. Se inauguró con el nombre de Didcot el 12 de junio de 1844, aunque el 29 de julio de 1985 British Rail le cambió el nombre a Didcot Parkway para resaltar su papel como estación con aparcamiento disuasorio. Se halla a 53 millas 10 cadenas (85,3 km) siguiendo la línea hacia la Estación de Paddington en Londres, entre Cholsey al este y Swindon al oeste.
La estación cuenta con servicios locales operados por el Great Western Railway desde Reading a Didcot y Oxford, y también con servicios de la línea principal desde Paddington hasta el suroeste de Inglaterra y el sur de Gales.
Justo al norte de la estación se encuentra el Centro del Ferrocarril de Didcot, al que se accede a través de la propia estación. El centro es una exposición completa del material rodante del Great Western Railway original, con vías para la realización de demostraciones, que incluyen una estación reconstruida llamada Didcot Halt.

## Historia
El ferrocarril pasa por Didcot desde el 1 de junio de 1840, cuando el Great Western Railway extendió su línea principal desde Reading hasta Steventon. Durante este período, una diligencia transportaba pasajeros a Oxford desde Steventon. Unas semanas más tarde, la línea se extendió a la estación de Faringdon Road, cerca de West Challow y, finalmente, a la Estación de Bristol Temple Meads. El 12 de junio de 1844 se puso en servicio la línea de Didcot a Oxford, y se abrió la estación de Didcot en la confluencia. La ruta prevista original habría seguido un trazado de Steventon a Oxford a través de Abingdon, pero sus habitantes se opusieron a esta idea. De lo contrario, es poco probable que Didcot se hubiera convertido en la ciudad que es hoy, ya que su crecimiento inicial fue impulsado por la llegada del ferrocarril.
El Ferrocarril de Didcot, Newbury y Southampton (DN&S) enlazaba Didcot con Newbury, llevando servicios a Southampton a través de Newbury, Highclere, Winchester y Eastleigh. En sus últimos años se redujo a una parada rural, justo antes de que el Plan Beeching supusiera el cierre de numerosas estaciones por toda Gran Bretaña. El DN&S se cerró para los pasajeros el 10 de septiembre de 1962 y para las mercancías en 1967. En el extremo este del Andén 1 se conserva una sección elevada, que solía ser la utilizada por la línea del DN&S.
El 7 de diciembre de 1964, se retiraron los servicios locales de pasajeros entre Didcot y Swindon y se cerraron las estaciones de Steventon, Wantage Road, Challow, Uffington, Shrivenham y Stratton Park.
En 1985, se construyó un nuevo edificio principal para la estación junto con un nuevo estacionamiento de 600 plazas en el emplazamiento de un antiguo almacén de mercancías situado al oeste de la estación, para su uso como aparcamiento disuasorio, inaugurados el 29 de julio de 1985 por David Mitchell, Subsecretario de Estado de Transporte. Desde entonces la estación pasó a llamarse Didcot Parkway.
En 2018 se inauguró un aparcamiento de varias plantas con un coste de 20 millones de libras, aumentándose el número de plazas en un 65% hasta las 1800. El aparcamiento también cuenta con una pasarela cubierta.
En 2021, se construyó un nuevo centro de almacenamiento de bicicletas, con 600 plazas a cubierto, iluminación LED, cámaras de circuito cerrado de televisión y una estación de reparación de bicicletas. El proyecto costó un millón de libras y fue completado por una asociación formada por el GWR, DfT y Network Rail.

### Jefes de estación
- John Peach 1860 - 1865[9] (anteriormente jefe de estación en Hungerford, luego jefe de estación en Reading)
- George Bland 1868 - 1872[10]
- Henry Maggs 1872 - 1878[11] (anteriormente jefe de estación en Dorchester West, luego jefe de estación en Newton Abbot)
- Henry Larkcom/Larkam 1878 - 1881[12] (anteriormente jefe de estación en Lydney, luego jefe de estación en Reading)
- Charles William Noble 1881 - 1882 (anteriormente jefe de estación en Stourbridge, luego jefe de estación en Birmingham)
- HC Evans ca. 1885 - 1908[13]
- J. Short 1908 - 1912[14] (luego jefe de estación en Banbury)
- Thomas Frederick Edwin Jakeman 1916[15] - 1917 (luego jefe de estación en Dorchester West)
- Arthur Meddows Taylor ca 1928 - 1930 (anteriormente jefe de estación en Stroud, luego jefe de estación en Swindon)
- T.G. Curnow 1930 - ca. 1941
- William Ferguson Brown 1950[16] - 1956 (luego jefe de estación en Reading)
- R. Hyatt aprox. 1960

## Diseño

### Andenes

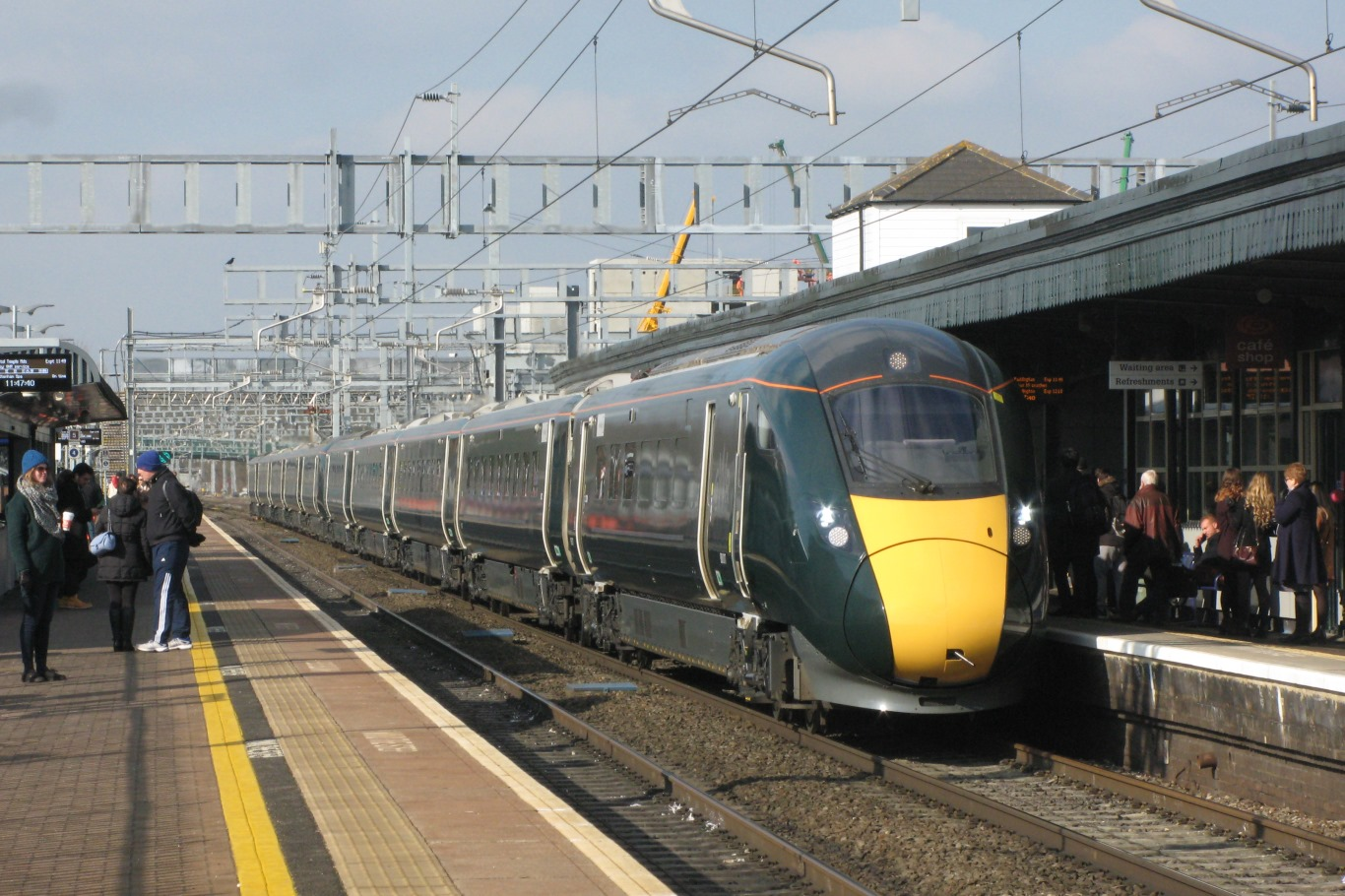
Tren GWR Clase 800 procedente de llegando al Andén 2

La estación está ubicada justo al norte del centro de la ciudad en Didcot. Solo se puede acceder en automóvil desde Station Road, en el lado sur de la vía férrea, aunque los pasajeros pueden estacionar en el Foxhall Road Long Stay Car Park, ubicado en Basil Hill Road, y cruzar un puente peatonal hasta la estación. La entrada a la estación está al nivel de la carretera. Se puede acceder a los andenes 2-5 mediante ascensores, mientras que al Andén 1 se llega desde la rampa a la izquierda del edificio de la estación cercana a la parada de taxis. Todos los servicios son operados por el Great Western Railway.
- Andén 1 – Servicios expresos down (hacia el oeste) a Bristol Temple Meads, Cheltenham Spa, Cardiff Central y Swansea, servicios limitados a Weston-super-Mare, Exeter St Davids y Carmarthen.
- Andén 2 – Servicios expresos up (hacia el este) a Paddington.
- Andén 3 – Servicios locales down (hacia el norte) a Oxford, Hereford y Banbury.
- Andén 4 – Servicios locales up a Reading y Paddington,
- Andén 5 – Servicios locales down  (hacia el norte) a Oxford, Banbury y Moreton-in-Marsh.

### Conexiones y haces de vías

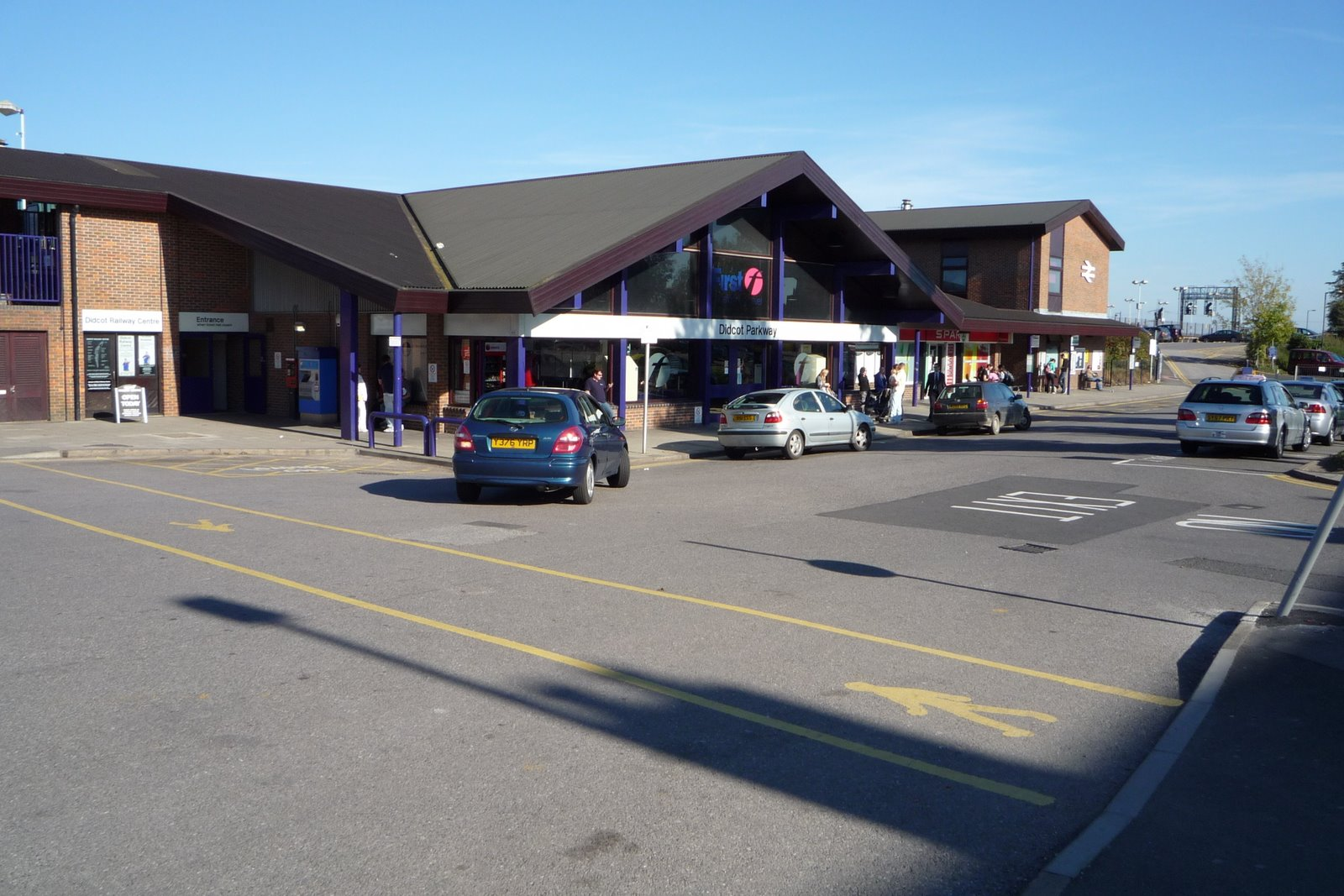
Fachada de Didcot Parkway en 2008, antes de los trabajos de mejora que comenzaron en 2012

Didcot es la conexión entre la Línea Principal del Great Western (GWML) y la ruta a Oxford y las Midlands. Un patio de clasificación está situado frente al Andén 5 además del ya desaparecido en Moreton, un poco al este. Moreton sigue siendo una confluencia, lo que permite que los trenes pasen entre las líneas principales en el sur y las líneas secundarias y Oxford en el norte. Un baipás sale de Didcot East Junction, detrás del patio de clasificación y del Centro del Ferrocarril de Didcot, lo que permite que los trenes directos a Oxford circulen sin pasar por los andenes de la estación. También existió otra vía desde East Junction que conducía a Newbury en el antiguo ferrocarril DN&S, que se levantó en 1967.
El cruce en el extremo oeste de la estación al que se puede acceder desde los andenes 3, 4 y 5 (con destino a Oxford) se conoce como Chester Line Junction, por ser el destino más lejano al que llegaba el Great Western Railway desde aquí.[cita requerida]
Al oeste de la estación se encuentra Foxhall Junction, que permite que los trenes de carga de Oxford viajen hacia Swindon. Inmediatamente más allá de este punto, dos líneas de mercancías divergen en el lado norte de la línea. La primera servía de apartadero para los trenes Merry-go-round, que solían descargar carbón a la central eléctrica de Didcot. La segunda sirve a la Terminal de carga de Milton, aunque esta línea no se usa con regularidad. Más adelante, las cuatro vías principales y secundarias se fusionan en tres en Foxhall Junction y después de un pequeño apartadero justo antes de Steventon, las cuatro vías pasan por debajo de la A34 y se convierten en dos vías hasta la antigua estación en Wantage Road.

## Programa de mejora de 2012
Un programa de mejora para la explanada de la estación comenzó en septiembre de 2012 y duró dos años. Las características clave de la actuación incluyeron:
- Parada de taxis más grande, con área de espera cubierta
- Área exclusiva para dejar y recoger viajeros
- Áreas de espera de corta estancia
- Aparcamiento para minusválidos con acceso sin escalones
- Estacionamiento seguro para bicicletas y estacionamiento para motocicletas
- Plaza peatonal con asientos y un atrio acristalado y pasarelas
- Paradas de autobús adicionales con información electrónica en tiempo real
- Aparcamiento Este mejorado
- Mejor seguridad con circuito cerrado de televisión y nueva iluminación
- Nuevo drenaje para paliar inundaciones
- Finalización de una ruta ciclista que da servicio a la estación

## Electrificación
Como parte de la modernización del siglo XXI de la Línea Principal del Great Western, el GWML se electrificó justo al oeste de Didcot Parkway en enero de 2018. Se extendió hacia el oeste hasta Swindon en noviembre de 2018. Originalmente se propuso que la línea de Oxford también se electrificara, aunque los sobrecostes registrados hicieron que este proyecto se pospusiera. Como resultado, Didcot Parkway ha visto un aumento en la cantidad de servicios de terminación con unidades múltiples eléctricas de la Clase 387 que se conectan en Didcot con unidades múltiples diésel BR Clase 165/166.

## Servicios
Didcot es un nudo ferroviario importante, donde la línea (construida por Great Western Railway) con destino a Oxford, Birmingham New Street y más al norte, se separa de la línea principal con destino a Bristol Temple Meads a través de Swindon, Chippenham y Bath Spa, así como a Swansea a través de Bristol Parkway y Cardiff Central. No hay servicio local al oeste de Didcot, por lo que el servicio local lo proporcionan exclusivamente los trenes locales que toman la línea a Oxford. Sin embargo, una parte de los servicios de la línea principal a Bristol y Gales del Sur paran aquí. Los trenes rápidos hacia y desde la línea de Oxford pueden evitar la estación utilizando la curva de Didcot East.
Unos cuantos trenes, generalmente servicios tempranos en la mañana entre semana y los domingos, paran en Didcot para enlazar con la Línea de Cotswold a Hereford. Con poca frecuencia, los trenes a Weston-super-Mare y más hacia el suroeste hacen escala en esta estación.
Didcot Parkway contó con algunos servicios CrossCountry hasta 2003, cuando Virgin CrossCountry dejó de hacer escala en la estación, y todos los servicios utilizaron el baipás de la curva de Didcot East hacia y desde la línea de Oxford. En diciembre de 2018, un servicio nocturno CrossCountry de Reading a Birmingham New Street pasa por Didcot Parkway para permitir que los maquinistas retengan el conocimiento de la ruta. Los servicios de pasajeros a través del baipás oeste cesaron después de que se retirara el servicio de Thames Trains desde Oxford a Bristol Temple Meads en 2003.
Se planeó que Didcot Parkway estuviera en el Ferrocarril Oeste-Este, conectando la Línea Principal del Great Western, la Línea Principal de Chiltern, la West Coast Main Line, la Midland Main Line y Greater Anglia. Se planeó que los viajeros transbordaran aquí para las conexiones hacia/desde Bristol Temple Meads y el Sur de Gales. Pero en 2020 todavía no se había previsto que los servicios se extendieran más allá de Oxford. Se recomendó un servicio por hora hacia/desde Bristol en junio de 2021 de auerdo con el Estudio del Corredor Ferroviario de Oxfordshire Archivado el 11 de octubre de 2022 en Wayback Machine. (página 8, diagrama del pico de la mañana), así como un servicio cada hora entre Banbury y Bristol.

## Accidentes e incidentes
- El 13 de febrero de 1861, un tren de pasajeros chocó contra la parte trasera de un tren de mercancías en Didcot Junction. El encargado del tren de mercancías no había logrado resguardar adecuadamente la parte trasera de su tren.[28]
- El 26 de septiembre de 1873, un tren de carga descarriló mientras se maniobraba para permitir el paso de un tren de pasajeros.[29]
- El 6 de enero de 1932, un tren cargado de leche y un tren de carga chocaron en Didcot East. La locomotora del tren lechero descarriló, y seis vagones cisterna sufrieron daños leves. Diez vagones de carga quedaron destrozados y diecisiete más resultaron dañados. El tren lechero había sobrepasado una señal de peligro.[30]
- El 14 de agosto de 1964, la locomotora LMS Stanier Clase 8F 48734 chocó con un tren de vagones cisterna en Didcot North Junction. Once de ellos descarrilaron y se incendiaron. La locomotora resultó gravemente dañada por el fuego y, en consecuencia, tuvo que ser desguazada.[31]
- El 1 de enero de 1966 descarriló un tren de mercancías.[32]
- El 3 de febrero de 2007 se incendió un tren con 400 pasajeros, que tuvieron que ser evacuados.[33]